# Tripsacum
Tripsacum  es un género de plantas herbáceas de la familia de las gramíneas o poáceas. Es originario de América.

## Etimología
El nombre del género deriva de las palabras griegas tri (tres) y psakas (pequeños), refiriéndose a la ruptura de los picos en (al menos) tres piezas. 

## Citología
El número cromosómico básico es x = 9, con números cromosómicos somáticos de 2n = 36, 72, 90 y 108. 4, 8, 10 y 12 ploides. Nucléolos persistentes.

## Especies
| - Tripsacum acutiflorum - Tripsacum aegilopoides - Tripsacum andersoni - Tripsacum andersonii - Tripsacum aristatum - Tripsacum australe - Tripsacum avenacea - Tripsacum bravum - Tripsacum ciliare - Tripsacum compressum - Tripsacum cundinamarce - Tripsacum cylindricum - Tripsacum dactyloides - Tripsacum distachyum | - Tripsacum distichum - Tripsacum fasciculatum - Tripsacum floridanum - Tripsacum giganteum - Tripsacum granulare - Tripsacum hermaphrodita - Tripsacum hermaphroditicum - Tripsacum hermaphroditum - Tripsacum hirsutum - Tripsacum intermedium - Tripsacum ischaemum - Tripsacum jalapense - Tripsacum lanceolatum - Tripsacum latifolium - Tripsacum laxa - Tripsacum laxum | - Tripsacum lemmonii - Tripsacum maizar - Tripsacum manisuroides - Tripsacum monostachyon - Tripsacum monostachyum - Tripsacum mucronatum - Tripsacum muticum - Tripsacum myuros - Tripsacum paniceum - Tripsacum peruvianum - Tripsacum pilosum - Tripsacum pilosusm - Tripsacum pubescens - Tripsacum semiteres - Tripsacum zopilotense |